# Marmota alpina
La marmota alpina (Marmota marmota) és un mamífer de la família dels esciúrids.

## Descripció

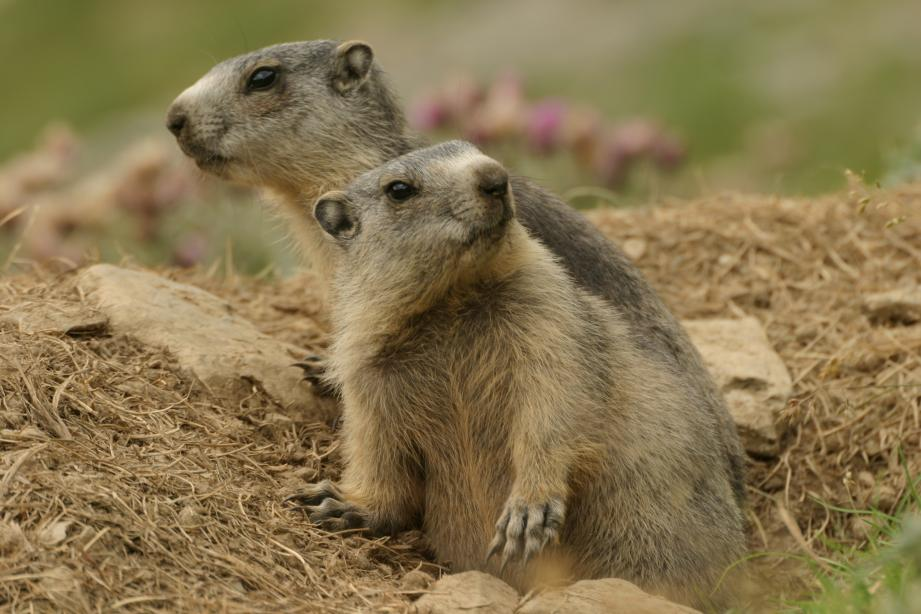
Marmotes alpines dels Pirineus

Rosegador d'aspecte rabassut, cap arrodonit amb unes orelles petites i potes curtes i fortes, proveïdes d'ungles adaptades a l'excavació.
La cua és molt peluda i equival a 1/3 de la longitud del cap més el cos.
La coloració general del pelatge és grisa, barrejada amb groc i negre, més fosca pel dors que pel ventre. La part superior del cap és més fosca, de vegades negra i la punta de la cua també és negra.
Dimensions corporals: cap + cos (49 - 58 cm) i cua (15 - 19 cm).
Pes: les femelles fan entre 2,8 i 4,5 kg, mentre que els mascles acostumen a fer entre 3 i 8 kg.

## Hàbitat
És un mamífer típic dels prats d'alta muntanya, que habita per sobre dels 1.000 m d'altitud. No penetra mai a l'interior del bosc.
Els seus amagatalls preferits són les tarteres de blocs i altres grans acumulacions de pedra.

## Distribució
Aquesta marmota no és autòctona dels Països Catalans, ja que s'havien extingit al Pirineu fa uns 15.000 anys. El 1948 es realitzaren al vessant septentrional dels Pirineus les primeres introduccions de marmotes procedents dels Alps amb l'objectiu de reduir la depredació de l'àliga daurada (Aquila chrysaetos) sobre les cries d'isard. Al cap d'un temps, alguns exemplars van passar al vessant meridional de la serralada pirinenca. Al Principat de Catalunya arribaren cap als anys setanta: s'hi van establir i aviat van començar a reproduir-se. Cap a l'est, el límit de la seva àrea és la zona del Puigmal.

## Costums
Animals colonials de costums diürnes i amants del sol, les marmotes alpines són fàcils d'observar a ple dia, sobretot quan el temps és càlid i assolellat. Aleshores se les pot veure parar el sol a prop de les seves galeries, excavades en un prat o entre unes roques. Rares vegades s'allunyen més d'un metre de l'entrada, de manera que al més petit senyal de perill es poden posar ràpidament a recer. Si bé els espanta la presència humana, s'acostumen fàcilment als actes rutinaris que es realitzen a prop seu.
En cas de perill emeten una mena de xiulet estrident per avisar les seves companyes.
Hivernen durant uns sis o set mesos l'any, des de mitjans d'octubre fins al maig.

## Espècies semblants
No es pot confondre amb cap mamífer terrestre que ocupi el mateix hàbitat.